# Olympische Jugend-Sommerspiele 2010/Teilnehmer (Finnland)
| Gelbes Symbol für Goldmedaillen mit stilisierten Olympischen Ringen | Graues Symbol für Silbermedaillen mit stilisierten Olympischen Ringen | Braundes Symbol für Bronzemedaillen mit stilisierten Olympischen Ringen |
| ------------------------------------------------------------------- | --------------------------------------------------------------------- | ----------------------------------------------------------------------- |
| —                                                                   | —                                                                     | 2                                                                       |

Die Jugend-Olympiamannschaft aus Finnland für die I. Olympischen Jugend-Sommerspiele vom 14. bis 26. August 2010 in Singapur bestand aus neunzehn Athleten.

## Medaillengewinner
Mit zwei gewonnenen Bronzemedaillen belegte das finnische Team Platz 84 im Medaillenspiegel.

### Bronze
- Jussi Kanervo, Leichtathletik: 110 m Hürden
- Petra Olli, Ringen: Klasse bis 46 kg

## Athleten nach Sportarten

### Badminton
| Mädchen - Airi Mikkelä Einzel: Gruppenphase | Jungen - Kasper Lehikoinen Einzel: Gruppenphase |

### Bogenschießen
| Mädchen - Tanja Sorsa Einzel: Sechzehntelfinale Mixed: Achtelfinale (mit Bolot Zybschitow Russland) | Jungen - Joni Hautamaki Einzel: Achtelfinale Mixed: Sechzehntelfinale (mit Mariana Avitia Mexiko) |

### Leichtathletik
| Mädchen - Junia Koivu Hammerwurf: 5. Platz | Jungen - Jussi Kanervo 110 m Hürden: Bronze - Oskari Mörö 400 m Hürden: disqualifiziert (Finale) - Arttu Kangas Kugelstoßen: 5. Platz - Mikko Törrönen Diskuswurf: 7. Platz - Tuomas Keto Speerwurf: 9. Platz - Ilmari Lahtinen Hammerwurf: 12. Platz |

### Ringen
Mädchen
- Petra Olli
Klasse bis 46 kg: Bronze

### Schießen
Jungen
- Jaakko Björkbacka
Luftgewehr 10 m: 9. Platz (Qualifikation)

### Schwimmen
| Mädchen - Lotta Nevalainen 50 m Freistil: 10. Platz (Halbfinale) 100 m Freistil: 17. Platz (Vorrunde) 50 m Rücken: 8. Platz 100 m Rücken: 16. Platz (Halbfinale) - Noora Laukkanen 50 m Brust: 9. Platz (Halbfinale) 100 m Brust: 7. Platz 200 m Brust: 11. Platz (Vorrunde) 100 m Schmetterling: 15. Platz (Halbfinale) | Jungen - Matti Mattsson 100 m Brust: 9. Platz (Halbfinale) 200 m Brust: 8. Platz |

### Segeln
| Mädchen - Niki Blassar Byte CII: 8. Platz | Jungen - Kaarle Tapper Byte CII: 4. Platz |

### Turnen
Mädchen
- Erika Pakkala
Einzelmehrkampf: 26. Platz (Qualifikation)